# Debra Elmegreen
Debra Meloy Elmegreen (South Bend, Indiana, 23 de noviembre de 1952) es una astrónoma estadounidense. Fue la primera mujer en graduarse en la Universidad de Princeton en astrofísica, y la primera mujer investigadora postdoctoral en cualquiera de los Carnegie Observatories. Se casó con el astrónomo Bruce Elmegreen, y juntos han escrito varios ensayos de astronomía.
Desde 1985, ha sido profesora de astronomía en el Vassar College. Escribió un libro de texto de astronomía publicado por Prentice Hall en 1997. Ejerció como presidenta de la American Astronomical Society de 2010 a 2012.

## Biografía
Elmegreen nació en South Bend, Indiana en 1952. Se interesó por la astronomía desde muy joven. Se licenció en astrofísica en la Universidad de Princeton en el año 1975, donde fue la primera mujer en graduarse en astrofísica. Obtuvo el Máster y el doctorado en astronomía en la Universidad de Harvard. Elmegreen hizo investigación postdoctoral en el Hale Observatorio (ahora Observatorio de Monte Wilson) a partir de 1979, donde fue la primera  investigadora postdoctoral de todos los  Observatorios Carnegie. A Partir de 1985, comenzó a enseñar astronomía en el Vassar College. En 1990, se convirtió en profesora asociada y, a continuación, jefe de departamento en 1993.
Elmegreen está particularmente interesada en la formación de estrellas y en la formación y evolución de las galaxias. En 1997, publicó un libro de texto de astronomía para universitarios titulado Galaxias y Estructura Galáctica, a través de Prentice Hall. También ha publicado más de 200 artículos académicos. 
Fue presidenta de la American Astronomical Society de 2010-2012. 
Desde 1976 está casada con el astrónomo Bruce Elmegreen. En 2013 escribieron conjuntamente un ensayo, «The Onset of Spiral Structure in the Universe», publicado en The Astrophysical Journal.

## Obra

### Algunas publicaciones
- Galaxies and Galactic Structure, Prentice Hall, 1997, ISBN 0137792328[2]

Elmegreen también ha publicado más de 200 trabajos académicos que incluyen:
- Elmegreen, D. M., S4 G team, 2011, “Grand Design and Flocculent Spirals in the Spitzer Survey of Stellar Structure in Galaxies,” Astrophysical Journal, 737, 32
- Elmegreen, D.M., et al. 2009, “Clumpy Galaxies in GEMS and GOODS: Massive Analogs of Local Dwarf Irregulars,” Astrophysical Journal, 701, 306
- Elmegreen, D., et al. 2007, “Resolved Galaxies in the Hubble Ultra Deep Field: Star Formation in Disks at High Redshift,” Astrophysical Journal, 658, 763